# Шапиро, Константин Исаакович
Константин Исаакович Шапиро (31 декабря 1896, Саратов — 25 мая 1992, Голливуд) — японский и американский музыкальный педагог, виолончелист, поэт, эссеист.

## Биография
Родился в семье Исаака Сергеевича (Соломоновича, Хацкелевича) Шапиро (1860—1929), директора банка в Саратове, с 1911 года — Сибирского торгового банка в Москве. По отцовской линии — прямой потомок основателя Воложинского ешибота Хаима Воложинера. Мать — Екатерина (Клавдия, Хая-Кейла) Яковлевна Малкиель-Шапиро — принадлежала к состоятельнейшему двинскому семейству Малкиель, осевшему в Петербурге и занятому в мануфактуре, бирже и банковском деле.
Вырос в двадцатикомнатной квартире в доме № 10 по Новой Басманной улице в Москве. С детства учился игре на виолончели. В 1914 году окончил гимназию Медведниковых в Москве.
Учился в Санкт-Петербургском политехническом институте и в коммерческом училище, в 1915 году поступил на юридический факультет Московского университета.
В 1918 году (после трёх лет обучения) бежал в Германию. В 1920-е годы учился на философском отделении Фрайбургского университета у Эдмунда Гуссерля, затем в Лейпцигской консерватории по классу виолончели Юлиуса Кленгеля. Был первой виолончелью оркестра Франкфуртской оперы. После женитьбы, в 1926 году, поселился в Палестине (был солистом симфонического оркестра в Тель-Авиве), затем в Китае (в Харбине, где жил его тесть), и наконец в 1928 году — в Японии, куда он прибыл на гастроли со своим двоюродным братом — выпускником Московской консерватории, пианистом Максимом Шапиро.
Жил в Йокогаме и с 1943 года в Токио. Был профессором виолончели и композиции в консерватории Тоё в Токио. Выступал в дуэте с женой, пианисткой Лидией Чернецкой, в трио с Борисом Лассом и Марком Лассом, а также с сольными рециталами и как дирижёр. На протяжении 1930-х годов сделал несколько записей для фирм RCA Victor (JVC) и Columbia Records (Япония).
В сентябре 1952 года прибыл с семьёй в США и поселился в Лос-Анджелесе. Работал в Индианаполисском симфоническом оркестре.
Сборник избранных стихотворений и эссе Константина Шапиро был издан в 1977 и 2008 годах.

## Семья
- Жена (с 1925 года) — Ита (Лидия Абрамовна) Шапиро (в девичестве Чернецкая; 1905, Одесса — 1983, Лос-Анджелес), пианистка, музыкальный педагог, ученица Л. Д. Крейцера в берлинской Hochschule für Musik[12][13]. Сыновья — Иосиф (1926—2002), Ариэль (1926—2008), Яков (1929), Исаак (1931) и Михаил (1939)[14].
  - Старший сын — Иосиф Константинович Шапиро (1926, Тель-Авив — 2002, Владивосток), в 1948 году эмигрировал в СССР, жил во Владивостоке, Подольске, работал переводчиком в издательстве «Прогресс» и преподавателем ДВГУ, исполнял обязанности доцента кафедры иностранных языков ДВНЦ Академии наук СССР.
  - Сын — Исаак Константинович Шапиро (род. 1931), юрист и банкир, автор автобиографической книги «Эдокко: История иностранца, выросшего в военной Японии» (КоЛибри, 2010; «Edokko: Growing Up a Foreigner in Wartime Japan», 2009), других книг на японскую тематику («It Happens by Itself», 2001; «Shonen King», 2014), пьесы «Soul of A Poet» (2011)[15][16].
  - Сын — Майкл (Михаил Константинович) Шапиро (род. 1939), филолог-славист, семиотик, автор монографий «Russian phonetic variants and phonostylistics» (1968), «Aspects of Russian morphology: a semiotic investigation» (1969), «Asymmetry: An Inquiry Into The Linguistic Structure Of Poetry» (1976), «Hierarchy and the structure of tropes» (1976), «The Sense of Grammar: Language as Semeiotic» (1983), «Figuration in Verbal Art» (1988), «The Sense of Change: Language As History» (Advances in Semiotics, 1991), «The Sense of Form in Literature and Language» (Semaphores and Signs, 1998), «My Wife the Metaphysician, or Lady Murasaki’s Revenge» (2006), «Palimpsest of Consciousness: Authorial Annotations of My Wife the Metaphysician, or Lady Murasaki’s Revenge» (2007), «The Speaking Self: Language Lore and English Usage» (2012).
- Сестра — Магдалина Исааковна Лосская (в девичестве Магда Исааковна Малкиель-Шапиро, 1905—1968), церковный деятель, была женой историка церкви Владимира Николаевича Лосского (сын философа Н. О. Лосского) и матерью филолога и богослова Николая Лосского.
- Двоюродные братья — филолог и искусствовед Мирон Аркадьевич Малкиель-Жирмунский, филолог-германист Виктор Максимович Жирмунский и американский пианист Максим Шапиро (англ. Maxim Shapiro, в конце 1930-х годов покинул Японию и поселился на Аляске)[17][18].
- Троюродные братья (по материнской линии) — филолог-романист Яков Львович Малкиель и писатель Юрий Николаевич Тынянов.

## Книги
- Константин Шапиро. Избранные произведения / Под редакцией Михаила Шапиро. — Charleston, S.C.: BookSurge, 1977 и 2008.